# Référendum constitutionnel tunisien de 2022
Le référendum constitutionnel tunisien de 2022 a lieu le 25 juillet 2022 afin de permettre à la population de se prononcer sur une nouvelle Constitution. Le projet est porté par le président Kaïs Saïed, le référendum étant par ailleurs organisé un an jour pour jour après le renvoi par Saïed du gouvernement de Hichem Mechichi, décision qui déclenche une crise politique dans le pays.
Le scrutin est précédé d'une consultation électronique portant notamment sur la nature du régime politique et du mode de scrutin des élections législatives. La nouvelle Constitution, qui met notamment en place un régime présidentiel, est approuvée à une large majorité de près de 95 % des suffrages exprimés, pour un taux de participation d'un peu plus de 30 % des inscrits.

## Contexte

### Rédaction de la Constitution de 2014
L'Assemblée constituante doit adopter une nouvelle Constitution dans un délai d'un an suivant son élection. Un avant-projet est publié début 2013.

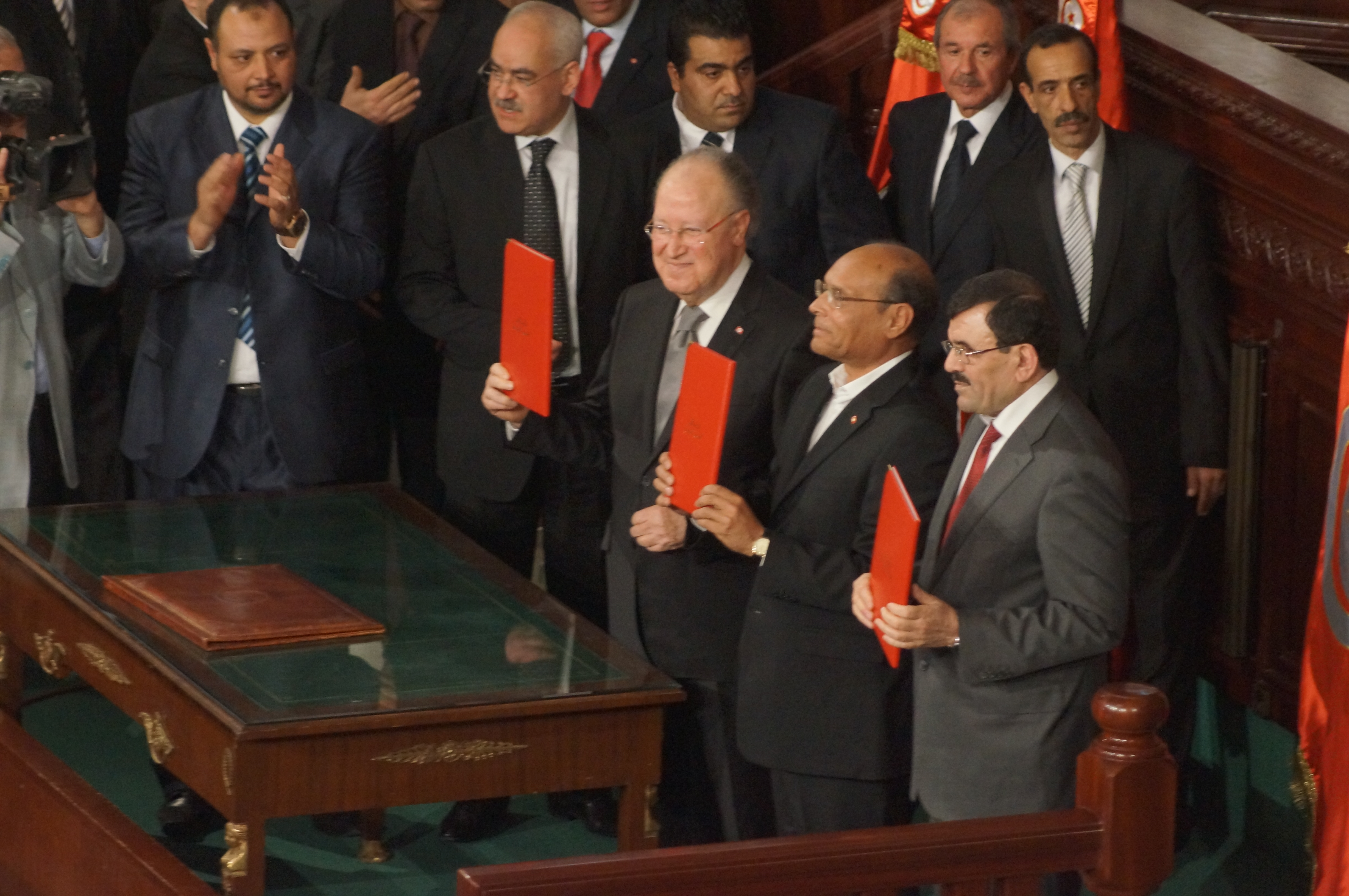
Signature de la Constitution tunisienne de 2014 par Mustapha Ben Jaafar, Moncef Marzouki et Ali Larayedh.

Toutefois, les articles de la Constitution ne sont débattus un à un en séance plénière qu'en décembre 2013 et janvier 2014, dans le cadre de débats houleux qui en ont retardé l'examen. Le texte final est adopté le 26 janvier 2014 par l'Assemblée constituante avec 200 voix pour, douze contre et quatre abstentions. Le lendemain, le texte est signé par le président de la République, Moncef Marzouki, le président de l'Assemblée constituante, Mustapha Ben Jaafar, et le chef du gouvernement, Ali Larayedh, au cours d'une cérémonie au siège de l'Assemblée.
Cette Constitution est le fruit d'un compromis entre le parti islamiste Ennahdha (à la tête du gouvernement) et les forces de l'opposition. Apeuré par le coup d'État militaire en Égypte qui a entraîné la chute du président Mohamed Morsi, issu des Frères musulmans, et soumis à la pression de la Ligue tunisienne des droits de l'homme, de l'ordre des avocats et des syndicats, Ennahdha accepte de s'engager dans un dialogue réel avec les forces de l'opposition à partir de la fin du mois de septembre 2013.
Fruit du compromis entre ceux qui souhaitent un régime parlementaire classique et ceux qui demandent plutôt un régime semi-présidentiel plus favorable au chef de l'État, le pouvoir exécutif y est partagé entre le président de la République et le chef du gouvernement. La Constitution accorde une reconnaissance limitée à l'islam. Par ailleurs, pour la première fois dans l'histoire juridique du monde arabe, un objectif de parité des sexes dans les assemblées élues est inscrit dans la loi fondamentale du pays.

### Crise du25 juillet 2021

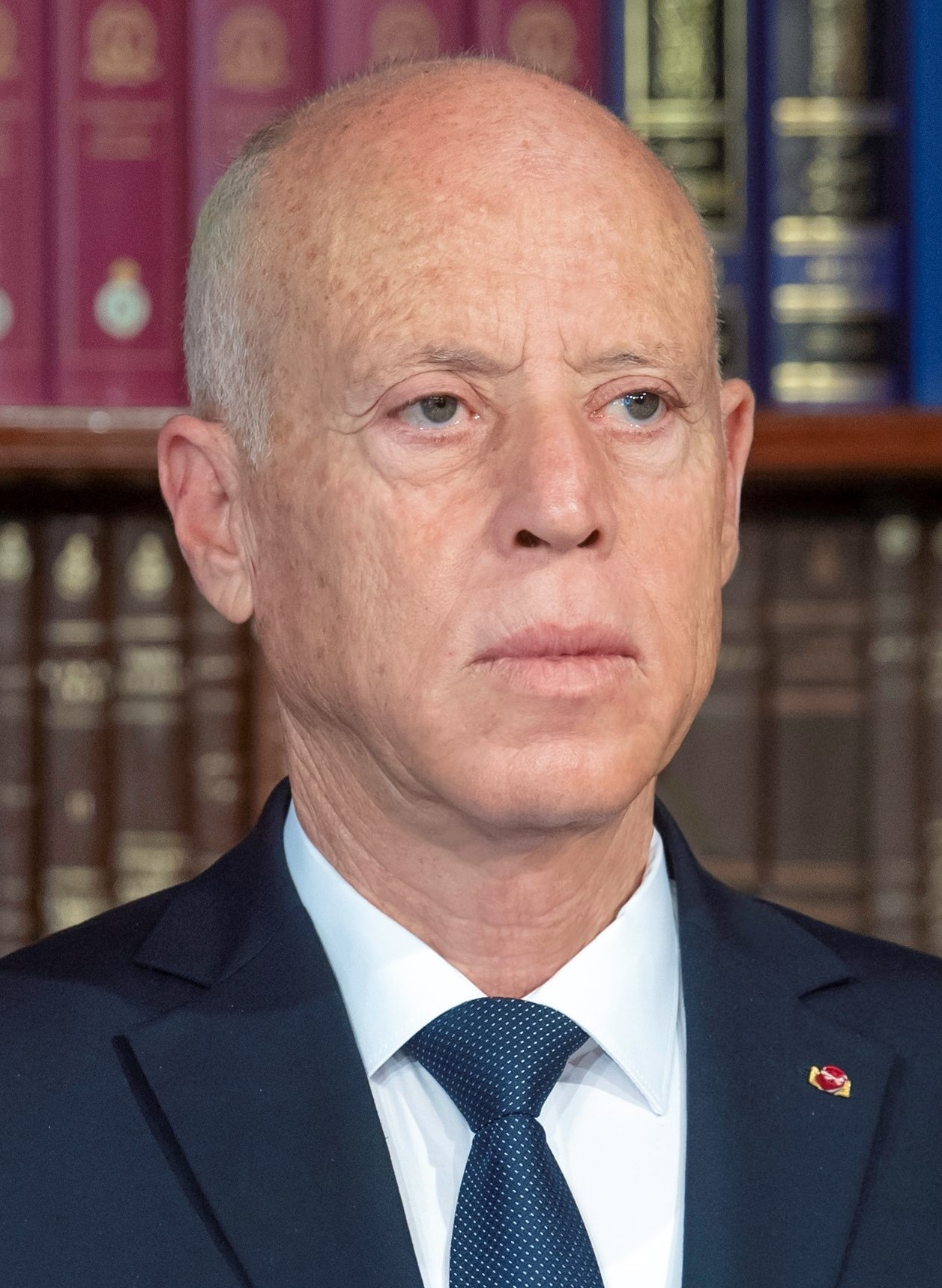
Kaïs Saïed en 2019.

Le 25 juillet 2021, jour de la Fête de la République, après des mois de crise politique entre le président de la République et le Parlement, des milliers de manifestants réclament la dissolution de l'Assemblée des représentants du peuple et un changement de régime. Ces rassemblements interviennent alors que s'aggrave la crise sanitaire liée à la pandémie de Covid-19. Le soir même, invoquant l'article 80 de la Constitution, Kaïs Saïed limoge le gouvernement Mechichi avec effet immédiat, en particulier Hichem Mechichi de ses attributions de chef du gouvernement et de ministre de l'Intérieur par intérim, annonce la suspension de l'assemblée — dont il lève l'immunité des membres —, la formation d'un nouveau gouvernement — qui sera responsable devant lui — et sa décision de gouverner par décrets ; il indique également qu'il présidera le parquet. Ennahdha dénonce aussitôt un « coup d'État ». Cette qualification de coup d'État est partagée par des analystes politiques et juristes.
Le 22 septembre, il confirme par décret le prolongement des décisions ainsi que la dissolution de l'Instance provisoire chargée du contrôle de la constitutionnalité des projets de loi, et décide de suspendre les salaires et les bénéfices accordés au président de l'Assemblée des représentants du peuple et ses membres, et s'octroie le droit de gouverner par décret, récupérant de facto le pouvoir législatif,. Sa décision est critiquée par la plupart des partis représentés au Parlement.
Le 29 septembre, le président charge Najla Bouden de former un nouveau gouvernement. Elle devient de ce fait pionnière dans le pays ainsi que dans le monde arabe. Du 15 janvier au 20 mars 2022 a lieu une consultation électronique sur les réformes à proposer en prévision du référendum. Lors du scrutin, qui a fait l'objet d'un très faible taux de participation, les options d'un passage à un régime présidentiel et au Scrutin majoritaire uninominal pour les législatives, l'emportent,,. Le 30 mars 2022, 120 députés, sous la présidence du deuxième vice-président de l'assemblée Tarek Fetiti, se réunissent lors d'une session virtuelle pour voter la fin des mesures d'exception en vigueur depuis le 25 juillet. Le jour même, Kaïs Saïed dissout le Parlement, ce qu'interdit pourtant la Constitution durant la période où l'état d'exception est appliqué, et menace les députés de poursuites judiciaires,.
Le 22 avril 2022, un décret-loi relatif à l'Instance supérieure indépendante pour les élections (ISIE) est publié. La nomination des sept membres du conseil de l'instance devient de la responsabilité du président de la République sous proposition de différents organismes, et nomme également le président et le porte-parole de l'instance. Le décret apporte également des changements sur la rémunération des membres du conseil et sur l'organisation générale de l'ISIE. L'ancien président de l'ISIE, Nabil Baffoun, critique cet amendement qu'il considère comme contraire aux normes internationales puisqu'il porte atteinte à l'indépendance de l'ISIE dont le conseil.
Le 1er juin 2022, un décret-loi est signé, modifiant la loi organique relative aux élections et aux référendums. L'ISIE devient responsable de tenir à jour un registre d'électeurs qui soit « précis, transparent, complet et à jour » et que les électeurs puissent consulter pour demander la mise à jour de leur inscription. De plus, l'ISIE doit procéder à l'inscription automatique de tous les électeurs non-inscrits en les répartissant dans les bureaux de vote les plus proches de leur lieu de résidence. Elle doit également publier une liste des participants à la campagne du référendum à la suite de la déposition de déclarations que l'ISIE peut se permettre de refuser par une décision motivée.
La date du référendum constitutionnel est fixée au 25 juillet 2022, malgré les critiques de l'opposition. Le texte doit être publié d'ici le 30 juin.

### Instance nationale consultative pour une nouvelle République

#### Mise en place
Le décret du 22 septembre 2021 relatif aux mesures exceptionnelles statue qu'une instance consultative est constituée afin de présenter une proposition de projet de Constitution au président de la République. L'Instance nationale consultative pour une nouvelle République est formée le 19 mai 2022 par décret. Elle est composée de trois commissions :
- une commission consultative des affaires économiques et sociales présidée par le bâtonnier des avocats et composée par les représentants de l'Union générale tunisienne du travail, l'Union tunisienne de l'industrie, du commerce et de l'artisanat, l'Union tunisienne de l'agriculture et de la pêche, l'Union nationale de la femme tunisienne, le Conseil de l'ordre des avocats et la Ligue tunisienne des droits de l'homme ;
- une commission juridique composée par des doyens des facultés de droit et des sciences juridiques et politiques désignés par décret, chargée de garantir la justice et les droits dans le projet de Constitution ;
- une commission du dialogue nationale réunissant les deux commissions précédentes pour élaborer une synthèse de leurs propositions en vue d'instaurer une nouvelle République.

L'instance est présidée par le juriste Sadok Belaïd. Début juin 2022, le président de la commission consultative de rédaction de la nouvelle Constitution indique qu'il remettra l'avant-projet le 15 juin au chef de l'État, et que celui-ci ne contient pas de référence à l'islam, contrairement aux Constitutions de 1959 et 2014. Celui-ci est cependant ambigu à la question de savoir s'il traite du pays ou de l'État. Le projet de Constitution est finalement remis au président de la République le 20 juin.

#### Projet de Constitution de l'Instance nationale consultative pour une nouvelle République
Le texte de Constitution rédigé par l'instance est rendu public le 3 juillet dans le journal Assabah. Cette version diffère en grande partie de celle publiée au JORT et soumise au référendum. Elle est accompagnée par une lettre de Sadok Belaïd qui critique le projet de Constitution soumis au référendum qu'il considère « dangereuse ».
La version de l'instance évoque dans son préambule l'universalité des droits humains, l'État social civil, l'indépendance de la justice, la séparation des pouvoirs et le droit des peuples à disposer d'eux-mêmes.
Le premier chapitre de la première partie du projet porte sur la politique économique et le développement et évoque la concurrence entre le secteur privé et public, l'initiative libre, l'innovation et le respect des équilibres des finances publiques. Il propose également la création d'un Conseil national de la politique économique, financière, monétaire et de la concurrence.

Le deuxième chapitre concerne les fondements politiques et définit la République tunisienne comme suit : 

« La Tunisie est une République sociale reposant sur la citoyenneté, la volonté du peuple, la préservation des droits et des libertés, de la solidarité et de la primauté de la Constitution. »

Ce chapitre rappelle la primauté de la Constitution, l'appartenance de la Tunisie au Maghreb et évoque l'importance de la décentralisation comme objectif. Contrairement à la version soumise à référendum, l'islam n'est pas évoqué et la famille n'est pas considérée comme un noyau de la société mais évoque la place de la science, de l'éducation et de l'apprentissage continu comme des piliers dans la politique de développement du pays.
Le troisième chapitre est consacré aux droits et libertés. Il évoque l'égalité des droits et devoirs, et met en avant le droit à la vie, les libertés de penser et d'expression, ainsi que le droit de vote et d'éligibilité, le droit à la culture, la liberté académique et de recherche scientifique, le droit à l'accès à l'information et aux communications, le droit au rassemblement et aux protestations, dispose que l'État se doit de protéger les handicapés et la dignité du peuple, et place la santé et le travail comme droits pour tous les Tunisiens. Il précise aussi que les partis politiques contribuent à l'encadrement des citoyens afin d'organiser leur participation dans la vie politique.
La deuxième partie du brouillon définie les institutions politiques de l'État. Le premier chapitre présente la fonction législative, qui était auparavant dénommé le pouvoir législatif. Il propose la mise en place d'un système parlementaire bicaméral, composé d'une Assemblée des représentants et d'un Conseil économique, social et environnemental. Cette nouvelle chambre de la fonction législative doit être consultée par le gouvernement et le parlement si un projet de loi concerne l'économie, le social ou l'environnement. Selon ce projet, tout Tunisien âgé d'au moins 23 ans peut se déposer sa candidature au parlement sans nécessairement être né de parents tunisiens, contrairement à la version finale de la Constitution. Le texte évoque également la possibilité pour la population d'exercer son pouvoir législatif à travers des pétitions.
Le chapitre suivant concerne le pouvoir exécutif. Le projet divise également le pouvoir entre un président de la République et un Premier ministre. L'éligibilité à la fonction de président de la République est définie comme un droit pour tout citoyen né en Tunisie et âgé d'au moins 35 ans, contrairement à la version publiée au JORT qui limite l'âge minimal aux Tunisiens de plus de 40 ans nés de parents et grands-parents tous citoyens tunisiens. Le texte stipule également qu'un président de la République ne peut renouveler son mandat qu'une seule fois. Selon le projet, le Premier ministre est choisi par le président sans dépendre des élections, et donne ses recommandations au président pour former le gouvernement. Le président de la République aurait également le droit d'annoncer l'état d'exception comme le stipulait l'article 80 de la Constitution de 2014, mais il serait possible à des membres du parlement de saisir la Cour constitutionnelle au bout de 30 jours pour vérifier si la situation exceptionnelle persiste, contrairement à la version soumise à référendum. Le projet donne également le droit à la majorité du parlement d'émettre une motion de censure contre le président de la République lors d'atteintes graves à la Constitution, une limite au pouvoir présidentiel que la version soumise à référendum ne mentionne pas. Une motion de censure peut également être émise contre le gouvernement. L'indépendance financière et administrative du parlement sont aussi évoquées dans le projet.
Le quatrième chapitre de la deuxième partie évoque la fonction judiciaire et insiste sur son indépendance. La nomination des magistrats se fait dans un accord entre le président de la République et le Conseil supérieur de la magistrature. Le cinquième chapitre pose le fondement d'une Cour constitutionnelle composées de neufs membres parmi des magistrats, des avocats et des universitaires spécialisés, dont le premier tiers est nommé par le président de la République, le deuxième par le président du parlement et le troisième par le président du Conseil supérieur de la magistrature. Le septième chapitre affirme la place des instances indépendantes, dont l'Instance supérieure indépendante pour les élections, la Haute Autorité indépendante de la communication audiovisuelle et l'Instance des droits de l'homme. Le huitième chapitre précise le fonctionnement des collectivités locales, leurs structures issues d'élections et leur autonomie administrative et financière. Le neuvième chapitre évoque les modalités de rectifications de la Constitution. Les dixième et onzième chapitres définissent les étapes nécessaires pour la signature et la promulgation de la Constitution, ainsi que celles de la transition. Contrairement à la version soumise à référendum, le projet précise qu'il est nécessaire que plus de 50 % des votants l'approuvent pour qu'il soit adopté.

## Consultation électronique
| Choix | Choix                          | Nature du régime  | Nature du régime  |
| Choix | Choix                          | Votes             | %                 |
| ----- | ------------------------------ | ----------------- | ----------------- |
|       | Régime présidentiel            |                   | 86,4              |
|       | Régime semi-présidentiel       |                   | 8                 |
|       | Régime parlementaire           |                   | 3,1               |
|       | Sans réponse                   |                   | 2,5               |
| Choix | Choix                          | Système électoral | Système électoral |
| Choix | Choix                          | Votes             | %                 |
|       | Scrutin majoritaire uninominal |                   | 70,7              |
|       | Scrutin proportionnel          |                   | 21,8              |
|       | Sans réponse                   |                   | 7,6               |
|       |                                |                   |                   |
| Total | Total                          | 534 915           | 100               |

## Contenu
Le texte de projet de Constitution, dévoilé le 30 juin, institue un régime présidentiel et un parlement bicaméral. L'Assemblée des représentants du peuple est élue au suffrage universel, alors que le Conseil national des régions et des districts est élu au suffrage indirect par les conseils régionaux. Les projets de loi déposés par le président sont examinés en priorité. Le président nomme le gouvernement sans avoir besoin du vote de confiance du Parlement,. Pour qu'une motion de censure soit adoptée, elle doit être votée par deux-tiers des membres des deux chambres du Parlement réunies. Les binationaux ne peuvent plus être candidats à la présidentielle.

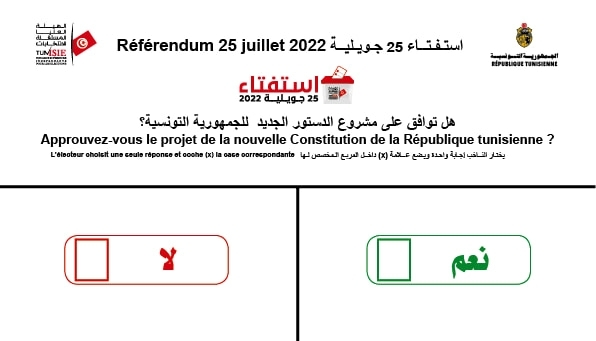
Modèle numérique pour le bulletin de vote utilisé.

Le président de la Cour constitutionnelle est chargé de l'intérim présidentiel. Les députés peuvent être révoqués et un député ne doit pas déposer un projet de loi s'il est budgetivore. Le président nomme également les membres de la Cour constitutionnelle et la Tunisie est décrite comme membre de la « oumma islamique » et l'« État seul doit œuvrer à la concrétisation des finalités de l'islam ». Le 3 juillet, Belaïd annonce que le texte soumis au référendum n'est pas celui élaboré et présenté par la commission, ajoutant qu'il renferme « des risques et des défaillances considérables ». La Constitution peut être réformée à l'initiative du président ou d'un tiers des députés. Le décret de septembre 2021 restera valable jusqu'à l'élection d'un nouveau Parlement.
Le Conseil supérieur de la magistrature est supprimé et remplacé par trois conseils pour chacun des trois ordres judiciaires. Au sujet de l'article 5 qui est modifié par rapport à son avant-projet, Belaïd dénonce un risque de « reconstruction du pouvoir des religieux » et un « retour aux âges obscurs de la civilisation islamique ». Le président de la République reconnaît le 8 juillet que des erreurs ont été commises et annonce qu'il apportera des corrections et des précisions au projet de Constitution qui sont publiés le soir même dans le JORT,. Parmi les modifications apportées, l'expression « dans le cadre d'un système démocratique » est ajoutée à l'article 5 afin d'atténuer celle des « principes de l'Islam », ainsi que l'allusion aux « bonnes mœurs » pour limiter les libertés qui est retirée.

## Campagne

### Déroulement
L'Instance supérieure indépendante pour les élections (ISIE), chargée d'organiser le référendum, annonce que la campagne référendaire aura lieu du 3 juillet jusqu'au 23 juillet 2022. Les résultats préliminaires devront être annoncées du 26 au 28 juillet et les résultats définitifs seront proclamés le 28 août 2022 après l'examen de tout recours.
Le 29 juin 2022, l'ISIE publie la liste des participants qui seront accrédités pour la campagne référendaire. Cette liste de 161 participants est composée de 26 organisations dont l'Union générale tunisienne du travail (UGTT) et la coalition Soumoud, 24 partis et coalitions dont Afek Tounes, le Mouvement du peuple, la Tunisie en avant et l'Union populaire républicaine, et 111 individus,. La liste définitive contenant la position de chaque partie est publiée le 6 juillet 2022 et ne contient plus que 148 participants, certains n'ayant pas donné de consigne de vote claire comme l'UGTT, et d'autres, dont le parti Arraya Al Wataniya, s'étant retirés de la campagne,.
Après la publication du décret du 8 juillet corrigeant des erreurs dans le projet de Constitution, l'ISIE donne, jusqu'au 12 juillet, la possibilité aux participants à la campagne référendaire de changer de position concernant le vote.

### Infractions

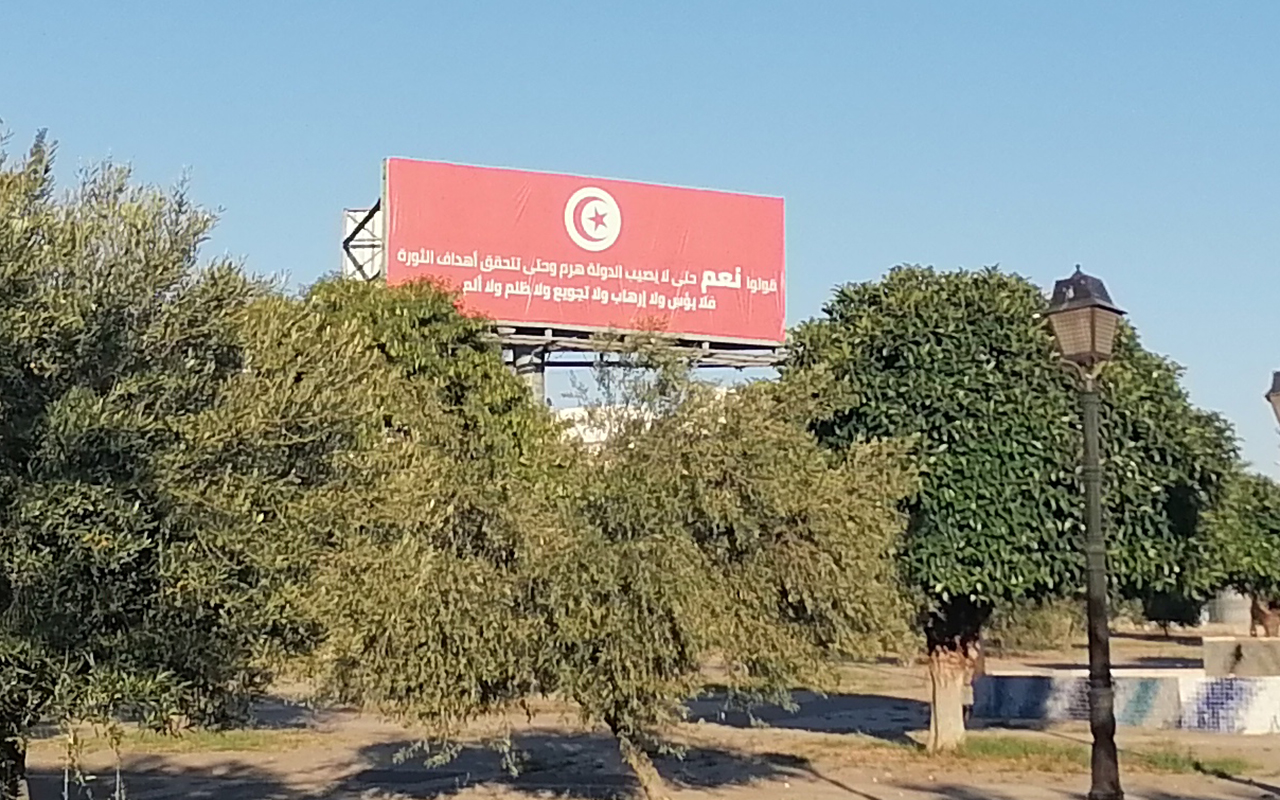
Panneau publicitaire pour la campagne du oui incluant le drapeau tunisien.

Le 5 juillet 2022, le président de la République Kaïs Saïed publie une lettre dans laquelle il appelle à dire « oui » au projet de Constitution. L'article 116 ajouté à la loi électorale par le décret-loi du 1er juin 2022 énonce que « pour participer à la campagne du référendum, une déclaration à cet effet doit être déposée auprès de l'Instance » qui « fixe la liste des participants ». Toutefois, cette liste publiée le 28 juin ne comporte pas le nom du président de la République qui, par conséquent, ne devrait pas pouvoir prétendre participer à la campagne référendaire. À la suite de l'apparition d'affiches électorales pour la campagne du « oui » incluant le drapeau tunisien, l'ISIE rappelle le 12 juillet 2022 l'interdiction de cette pratique conformément à l'article 61 de la loi électorale, ainsi que l'interdiction d'utiliser les ressources et les deniers publics durant la campagne référendaire, assurant que des amendes seront infligées aux contrevenants. Malgré l'avertissement de l'ISIE, certains panneaux publicitaires contenant le drapeau tunisien sont aperçus durant la suite de la campagne.
Le jour du vote, le président de la République Kaïs Saïed fait une déclaration retransmise à la télévision nationale dans laquelle il explique certains points du projet de Constitution soumis au référendum, brisant ainsi le silence électoral. L'Association tunisienne pour l'intégrité et la démocratie des élections (ATIDE) dénonce cette infraction tandis que la Haute Autorité indépendante de la communication audiovisuelle (HAICA) adresse une mise en garde à l'Établissement de la télévision tunisienne qui a diffusé cette déclaration, suivie d'interventions de personnalités soutenant le chef de l'État. L'ISIE déclare qu'elle enquêtera sur ces déclarations et qu'elle appliquera la loi sur toute personne qui viole le silence électoral,. Après l'annonce des résultats préliminaires, l'ISIE confirme que la déclaration du président représente une infraction électorale mais écarte la possibilité qu'elle ait affecté les résultats des élections étant donné l'écart dans les résultats du référendum.

## Réactions

### Soutien

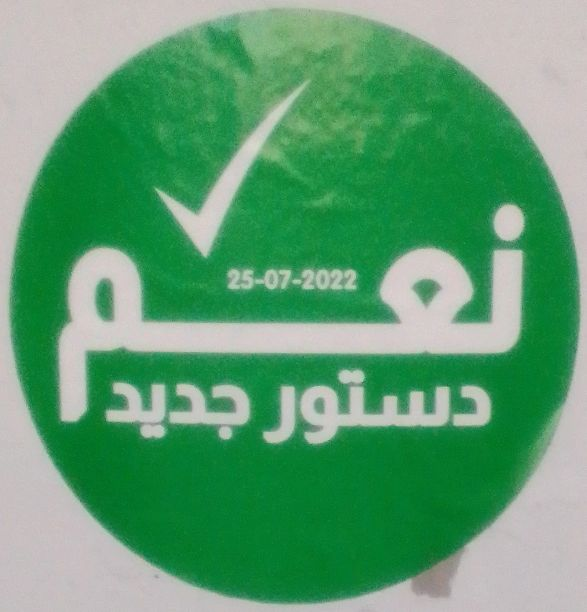
Autocollant de la campagne du oui.

Avant la publication du projet de Constitution, le Mouvement du peuple assure appeler les Tunisiens à participer au référendum, sans se positionner avant la publication de sa version finale. Après sa publication, le mouvement décide d'appeler à voter massivement pour la nouvelle Constitution. Le parti Alliance pour la Tunisie, le Parti des verts pour le progrès, la Tunisie en avant, le Courant populaire et le Mouvement des jeunes patriotiques de Tunisie appellent à voter pour le projet de Constitution. L'Union des travailleurs de Tunisie appelle également à voter « oui » au référendum.

### Neutralité
Appelés pour participer à la commission consultative pour la rédaction de la nouvelle Constitution, l'Union générale tunisienne du travail décide de boycotter ce qu'elle désigne comme un « dialogue apparent », accusant le président de la République de décider unilatéralement, de ne pas avoir fait de consultation préalable et de ne pas répondre aux attentes des forces nationales. Elle affirme tout de même qu'elle acceptera la position du peuple si plus de la moitié des voix approuvent la Constitution. Après la publication du projet de Constitution, elle décide de laisser la liberté à ses dirigeants de participer ou pas à la campagne référendaire et de voter pour ou contre le référendum.

### Opposition
Avant la publication du projet de Constitution, Afek Tounes appelle à participer au référendum et à voter contre le projet politique du président. Après sa publication, sa position de refus du résultat et du processus adopté par Kaïs Saïed est réitérée avec le slogan « Non au projet de Kaïs Saïed », faisant parfois référence à d'anciens propos de Kaïs Saïed selon lesquels il « rêve de voir un peuple arabe dire non » à un référendum qui selon lui est un « outil de la dictature ». Durant la campagne référendaire, Afek Tounes révèle qu'il a été empêché de tenir un meeting de campagne à Regueb à la suite de menaces physiques, ainsi qu'une manifestation au Bardo. Il dénonce par ailleurs les infractions au code électoral lorsque des affiches et banderoles en faveur de la campagne du « oui » font apparaître le drapeau tunisien.
La coalition Soumoud appelle à voter contre le projet de Constitution. Le parti Al Chaâb Yourid fait de même pour « sauver la République tunisienne de sérieux dangers ». Inscrit parmi les participants à la campagne, le parti Arraya Al Wataniya retire sa participation, rejette le projet de Constitution et appelle au report du référendum à la suite des rectifications effectuées au projet durant la campagne. Le mouvement Azimoun déclare également qu'il votera contre le projet.
Rejetant le projet de Constitution, le Syndicat national des journalistes tunisiens (en) juge qu'elle représente une « régression en termes de liberté d'expression et de presse » alors que la Ligue tunisienne des droits de l'homme estime qu'elle ne correspond pas à sa charte et ses valeurs. Des militants de l'Association tunisienne des femmes démocrates et du Forum tunisien pour les droits économiques et sociaux (en) rejettent également le projet de la nouvelle Constitution qui « met en péril le statut des droits et des libertés ». Ces quatre associations et syndicats font partie des 42 signataires de la Coalition civile pour la liberté, la dignité, la justice sociale et l'égalité, fondée le 18 juillet 2022 afin de « lutter contre le référendum et défendre les principes universels des droits de l'homme ».
L'organisation non gouvernementale Al Bawsala annonce également son « refus et son opposition » au projet. L'Union populaire républicaine appelle à voter « non » au projet de Constitution. Lors de la publication d'amendements au projet, elle saisit la justice pour contester la date du référendum qui ne change pas malgré les modifications apportées durant la période de campagne référendaire.

### Boycott
Ennahdha appelle au boycott du scrutin et assure son attachement à la Constitution de 2014. Il accuse le référendum de vouloir falsifier la volonté du peuple et de donner une fausse légitimité à un gouvernement autoritaire. Après la publication du projet de Constitution, le mouvement exprime son rejet et réitère sa position de boycott du référendum qu'il considère sans référence juridique et constitutionnelle.
Le Parti destourien libre se déclare contre la tenue du référendum et refuse de le reconnaître. Il dépose une plainte contre le président de la commission consultative Sadok Belaïd et Amine Mahfoudh qu'il accuse d'escroquerie et de vouloir changer la forme du gouvernement sans avoir de légitimité à le faire. Il décide également d'organiser une manifestation devant le siège de l'ISIE pour réclamer l'arrêt du processus du référendum avant de saisir la justice,.
Le Front de salut national, une coalition formée de plusieurs partis politiques dont Ennahdha, Al Amal, la Coalition de la dignité, Au cœur de la Tunisie et le mouvement Citoyens contre le coup d'État, ainsi que de membres de la société civile, créée pour s'opposer au coup de force du 25 juillet 2021 et présidée par Ahmed Néjib Chebbi, appelle à boycotter le référendum dont ils qualifient le processus d'« illégal et anticonstitutionnel ».
Ayant rejeté le référendum avant même d'avoir accès au projet de Constitution, le Pôle démocratique moderniste réitère sa position à sa position et appelle à la faire tomber,. Le Parti des travailleurs dénonce le projet de Kaïs Saïed qu'il accuse de vouloir consolider la dictature et le régime totalitaire, qualifiant le projet de Constitution de « mascarade » et appelant à boycotter le référendum. Le mouvement Machrouu Tounes annonce ne pas participer au référendum et appelle à revenir à un dialogue national sérieux. Le parti de la Voie démocratique et sociale, Ettakatol et le Parti unifié des patriotes démocrates appellent également à boycotter le référendum.

## Résultats
| Choix                  | Votes     | %     |
| ---------------------- | --------- | ----- |
| Pour                   | 2 607 884 | 94,60 |
| Contre                 | 148 723   | 5,40  |
|                        |           |       |
| Votes valides          | 2 756 607 | 97,40 |
| Votes blancs           | 17 008    | 0,60  |
| Votes invalides        | 56 479    | 2,00  |
| Total                  | 2 830 094 | 100   |
| Abstention             | 6 448 447 | 69,50 |
| Inscrits/Participation | 9 278 541 | 30,50 |

Approuvez-vous le projet de la nouvelle Constitution de la République tunisienne ?
| Oui : 2 607 884 (94,60 %) |
| ▲                         |
| Majorité absolue          |

Répartition des inscrits :
| Taux de participation : (30,50 %) |  |  | Taux d'abstention : (69,50 %) |
|                                   |  |  |                               |
|                                   |  |  |                               |

## Suites

### Conséquences internes
À l'annonce de la victoire du « oui », Kaïs Saïed se rend sur l'avenue Habib-Bourguiba à Tunis, où se déroulent des célébrations, et annonce qu'il s'attaquera ensuite au changement de la loi électorale. Le Front de salut national appelle le président de la République à démissionner, considérant le référendum comme un échec étant donné la faible participation. Il annonce également qu'il prépare la création d'un gouvernement de sauvetage. Le Courant démocrate annonce quant à lui qu'il boycottera les élections législatives prévues en décembre.
Le Parti destourien libre appelle de son côté les forces démocratiques et progressistes qui souhaitent s'opposer au projet de Kaïs Saïed et au mouvement islamiste Ennahdha à se rassembler afin d'entamer une « rectification du parcours » en préparer des candidatures collectives aux élections législatives, de voter l'annulation de la Constitution de Kaïs Saïed au prochain parlement et de la remplacer par celle préparée par le comité de Sadok Belaïd, en y apportant par la suite des modifications.
Après avoir annoncé l'ouverture des recours contre les résultats du référendum, l'organisation de défense des droits humains I Watch et Afek Tounes confirment leur intention de déposer des recours auprès du Tribunal administratif afin d'annuler les résultats. Entre-temps, le porte-parole du tribunal, Imed Ghabri, déclare dans un communiqué de presse le 29 juillet que la cour n'a encore reçu aucun recours concernant les résultats préliminaires du référendum. Outre I Watch et Afek Tounes, un autre recours est déposé par Al Chaâb Yourid. Ces recours sont rejetés par le Tribunal administratif. L'ISIE annonce par ailleurs que ces recours ne concerneraient pas les résultats du référendum et qu'elle intentera un procès contre toute personne qui les accusera d'avoir truqué les résultats.
Les résultats définitifs sont annoncés le 16 août 2022 après le rejet de tous les recours déposés, confirmant la victoire du « oui »,. La Constitution entre en vigueur à cette date. Le texte publié au JORT le 17 août comporte des modifications par rapport à la mouture soumise au vote. Des erreurs de langue sont également présentes dans cette version finale, ainsi qu'une description erronée du drapeau de la République,.

### Allégations d'ingérence américaine
Appelant à de nouvelles réformes politiques consensuelles entre gouvernement et opposition, le secrétaire d'État américain Antony Blinken déclare que la Tunisie a connu une érosion des normes démocratiques au cours de l'année écoulée et qu'un certain nombre des gains réalisés par le peuple tunisien depuis la révolution ont été annulés. Il ajoute que son pays partage les inquiétudes de nombreux Tunisiens quant au fait que le processus de rédaction de la nouvelle Constitution avait limité la portée d'un véritable débat, soulignant que son pays soutenait fermement la transition démocratique en Tunisie.
En conséquence, le ministère tunisien des Affaires étrangères convoque le chargé d'affaires à l'ambassade des États-Unis à Tunis, Natasha Francesky, pour lui remettre une protestation formelle contre les déclarations du secrétaire d'État et de l'ambassadeur désigné. Le communiqué ajoute que Franceski a été informé de l'extrême surprise de la Tunisie face aux déclarations américaines qui ne reflèteraient pas la réalité de la situation en Tunisie et contrediraient les principes de la Convention de Vienne sur les relations diplomatiques.

### Organisations internationales
Amnesty International déclare que l'adoption de la nouvelle Constitution marquait un revers, affirmant qu'elle démantèle ou menace les principales garanties institutionnelles des droits de l'homme.